# Rhabdotohispa scotti
Rhabdotohispa scotti là một loài bọ cánh cứng trong họ Chrysomelidae. Loài này được Maulik miêu tả khoa học năm 1913.